# Akodon dayi
Akodon dayi је врста глодара из породице хрчкова (лат. Cricetidae). 

## Распрострањење
Ареал врсте је ограничен на једну државу. Боливија је једино познато природно станиште врсте.

## Станиште
Станиште врсте су шуме. Врста је присутна на подручју реке Амазон у Јужној Америци, али само у Боливији.

## Угроженост
Ова врста је наведена као последња брига, јер има широко распрострањење и честа је врста.